# Ghorawal
Ghorawal es un pueblo y nagar Panchayat situado en el distrito de Sonbhadra en el estado de Uttar Pradesh (India). Su población es de 7291 habitantes (2011). 

## Demografía
Según el censo de 2011 la población de Ghorawal era de 7291 habitantes, de los cuales 3932 eran hombres y 3359 eran mujeres. Ghorawal tiene una tasa media de alfabetización del 78,46%, superior a la media estatal del 67,68%: la alfabetización masculina es del 84,98%, y la alfabetización femenina del 70,97%